# ヴァージン・レコード
ヴァージン・レコード（Virgin Records）は、イギリスのレコードレーベルで、米ユニバーサル ミュージック グループの傘下。
社名の由来は、ヴァージン・グループ創業者のリチャード・ブランソンの友人女性から「ビジネスにおいてまだ誰も足を踏み入れていない」との意味で、ヴァージンという名前を提案されたことによる。

## 沿革
- 1972年、リチャード・ブランソン、サイモン・ドレイパー、ニック・パウエルが設立する。
- 1973年、第1回発売新譜として、大ヒットしたマイク・オールドフィールドの『チューブラー・ベルズ』を含む4作のアルバムを発売した[2]。レーベル設立当初は、ヘンリー・カウ、ファウスト、タンジェリン・ドリームなどプログレッシブ・ロック、アヴァンギャルド、クラウトロックなど実験的でアート色の濃いレコードを発表していた。レーベルの経営難を救ったのは、パンクのセックス・ピストルズの大ヒットである。そのプロモーションの際には、ブランソンほかの面々が逮捕されたりもしている。
- 1970年代後半、レゲエ専門レーベル「フロントライン（Front Line）」を立ち上げる。
- 1980年代からカルチャー・クラブなどをヒットさせ、その後メジャー志向が強まっていく。1987年 米国法人「ヴァージン・レコード・アメリカ（Virgin Records America）」設立。
- 1987年、日本のフジサンケイグループが資本参加。
- 1992年、EMIに売却される。
- 1997年、EMIはナラダ・プロダクションを買収。
- 2012年、EMIの音楽ソフト部門がユニバーサル ミュージック グループに売却される。
- 2021年2月、ヴァージン・レコードの精神を受け継ぐ起業家、インディーズのレーベルやアーティストを支援する、ユニバーサル ミュージック グループの新たなグローバルネットワークサービスとして、「Virgin Music Label & Artist Services（VMLAS）」が設立される。日本では「VMLAS Japan」が発足され、Caroline Japanの機能拡張が行われる[注 1][3]。

## 主要な所属アーティスト（邦楽系等を含む）
| - ACIDMAN - Ado - アリス・イン・チェインズ - イギー・ポップ - imase - 神はサイコロを振らない - カルチャー・クラブ - キャプテン・ビーフハート - ゲイリー・ムーア - ケミカル・ブラザーズ - ゴリラズ - 坂本龍一 - ジャネット・ジャクソン - ジャパン - ジェネシス | - スティーヴ・ウィンウッド - スパイス・ガールズ - SEKAI NO OWARI - セックス・ピストルズ - ソウル・II・ソウル - ダフト・パンク - タンジェリン・ドリーム - デヴィッド・ボウイ - デペッシュ・モード - Toshl - DREAMS COME TRUE - ネナ・チェリー - ピーター・ガブリエル | - ヒューマン・リーグ - フィル・コリンズ - ブラー - ブライアン・イーノ - 布袋寅泰 - マイク・オールドフィールド - マキシ・プリースト - マッシヴ・アタック - マライア・キャリー - LEEVELLES - レニー・クラヴィッツ - ローリング・ストーンズ - 和田アキ子 - UB40 - XTC |

etc…
注：過去に所属していたアーティストも含む。

## 日本盤の発売元の変遷
当初は日本コロムビアが日本盤の発売元になっていたが、1979年にビクター音楽産業→ビクターエンタテインメントに移動。1984年に東芝EMI（後のEMIミュージック・ジャパン→ユニバーサルミュージック/EMI RECORDS・Virgin Music）に移動したが、1987年にフジサンケイグループが資本参加すると、同社系のポニーキャニオンの系列企業として日本法人であるヴァージン・ジャパンが設立された（ただし当初の販売元はビクター音楽産業で、ポニーキャニオンが販売元になるのは1990年になってから）。
英EMIがヴァージン・レコードを買収すると、発売元が再び東芝EMIへ変更になり、日本法人（ヴァージン・ジャパン）は親会社のポニーキャニオンに買収されメディア・レモラスに社名を変更した（のちの1997年に同社に事実上吸収される）。
2012年、ユニバーサル ミュージック グループがEMIの音楽ソフト部門を買収したことにより、2013年からはユニバーサル ミュージック・ユニバーサルインターナショナル（洋楽制作）、EMI R（邦楽制作）、EMI RECORDS（邦楽制作）が発売元となっている。